# János Faházi

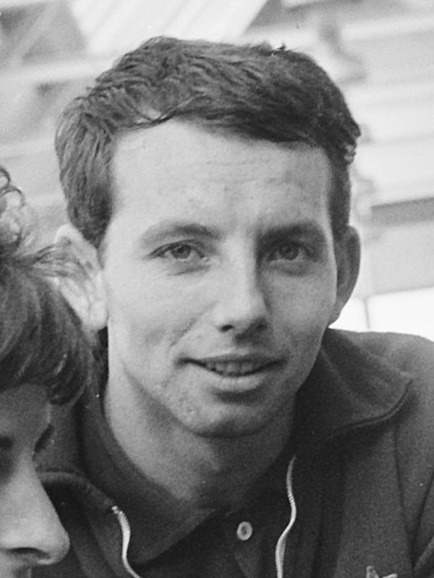
János Faházi 1964

János Faházi (* 23. April 1942 in Budapest) ist ein ungarischer Tischtennisspieler. Er gewann 1964 bei den Europameisterschaften zwei Bronzemedaillen. Faházi war Abwehrspieler.

## Werdegang
Erstmals international in Erscheinung trat János Faházi bei den Jugend-Europameisterschaften 1959, als er mit der ungarischen Mannschaft Erster wurde. Bei den nationalen ungarischen Meisterschaften gewann er insgesamt drei Titel, nämlich 1963 im Doppel mit Zoltán Berczik und im Mixed mit Éva Kóczián sowie 1964 im Doppel mit László Pigniczki. 1963 wurde er mit dem Verein Bp. Vörös Meteor ungarischer Mannschaftsmeister. Im Februar 1964 trat er bei den offenen deutschen Meisterschaften an und erreichte dabei im Doppel mit Péter Rózsás Platz drei.
1963 und 1965 nahm er an den Weltmeisterschaften teil und holte 1963 im Mixed mit Éva Kóczián Bronze. Erfolgreicher war er bei Europameisterschaften. Hier erreichte er 1964 im Doppel mit László Pigniczki und im Mixed mit Erzsébet Heirits das Halbfinale. 1966 schied er in diesen beiden Konkurrenzen bereits im Viertelfinale aus.
1969 blieb János Faházi in Anschluss an ein Turnier in den Niederlanden im Westen und schloss sich dem deutschen Bundesligaverein VfL Osnabrück an. Später spielte er noch in weiteren deutschen Vereinen, etwa ab 1985 beim SV Esting in Bayern und Ende der 1980er Jahre in der Regionalliga beim SC Fürstenfeldbruck. Zwischendurch war er auch wieder in Ungarn aktiv, etwa Mitte der 1970er Jahre beim Verein Ganz Mavag Budapest, mit dem er 1977 das Endspiel des ETTU Cups erreichte.